# Linda Walther
Linda Walther (* 1982 in Bottrop) ist eine deutsche Kunsthistorikerin, Kuratorin und Museumsdirektorin.

## Werdegang
In Bottrop geboren wuchs Walther in Oberhausen auf. Sie studierte Kunstgeschichte und Romanische Philologie in Düsseldorf und Bochum und wurde nach einem Magister-Abschluss an der Heinrich-Heine-Universität Düsseldorf dort 2018 in Kunstgeschichte mit der Dissertation Schwebezustände. Frauen von Thomas Schütte promoviert. Zunächst war sie wissenschaftliche Mitarbeiterin am Institut für Kunstgeschichte der Heinrich-Heine-Universität Düsseldorf sowie wissenschaftliche Volontärin an der Kunstsammlung Nordrhein-Westfalen, anschließend wissenschaftliche Mitarbeiterin am Kunstgeschichtlichen Institut der Goethe-Universität Frankfurt. An der Kunstsammlung Düsseldorf in K20/K21 kuratierte sie u. a. 2019 mit Agnieszka Skolimowska die Sonderausstellung Planet 58. Absolvent_innen der Kunstakademie Düsseldorf 2018. Als Kuratorin an der Kunsthalle Bielefeld war sie im Bereich Kunst des 20. und 21. Jahrhunderts tätig. Zum 1. Oktober 2022 hat Walther die Leitung des Museumszentrums Quadrat in Bottrop übernommen, nachdem Heinz Liesbrock in den Ruhestand verabschiedet wurde.

## Auszeichnungen
2019 wurde Walther mit dem Paul-Clemen-Preis des Landschaftsverbandes Rheinland (LVR) für ihre herausragende kunsthistorische Dissertation ausgezeichnet.

## Publikationen (Auswahl)
in chronologisch absteigender Reihenfolge 
- mit Friederike Sigler (Hrsg.): Kochen Putzen Sorge. Care-Arbeit in der Kunst seit 1960, dt./eng., Katalog zur Ausstellung im Josef Albers Museum, Bottrop, Hatje Cantz, Berlin 2024, ISBN 978-3-7757-5715-7.

- Schwebezustände. „Frauen“ von Thomas Schütte. de Gruyter, Berlin/Boston 2020, ISBN 978-3-11-069319-5 (zugleich Dissertation Heinrich-Heine-Universität Düsseldorf, 2018).

- mit Susanne Gaensheimer und Doris Krystof (Hrsg.): Alfred Schmela zum 100. Geburtstag, A centenary exhibition, dt./engl., Katalog zur Ausstellung vom 24. November 2018 bis 20. Januar 2019 im Schmela Haus, Kunstsammlung Nordrhein-Westfalen, Düsseldorf, Kerber, Birkenfeld 2018, ISBN 978-3-7356-0546-7.